# Раец
Ра́ец (словац. Rajec, нем. Rajetz) — город в северной Словакии, расположенный у подножья Малой Фатры. Население — около 5,8 тысяч человек.

## География
Город расположен между горами Стражовске-Врхи и Мала Фатра на реке Райчанка в 20 километрах от города Жилина.

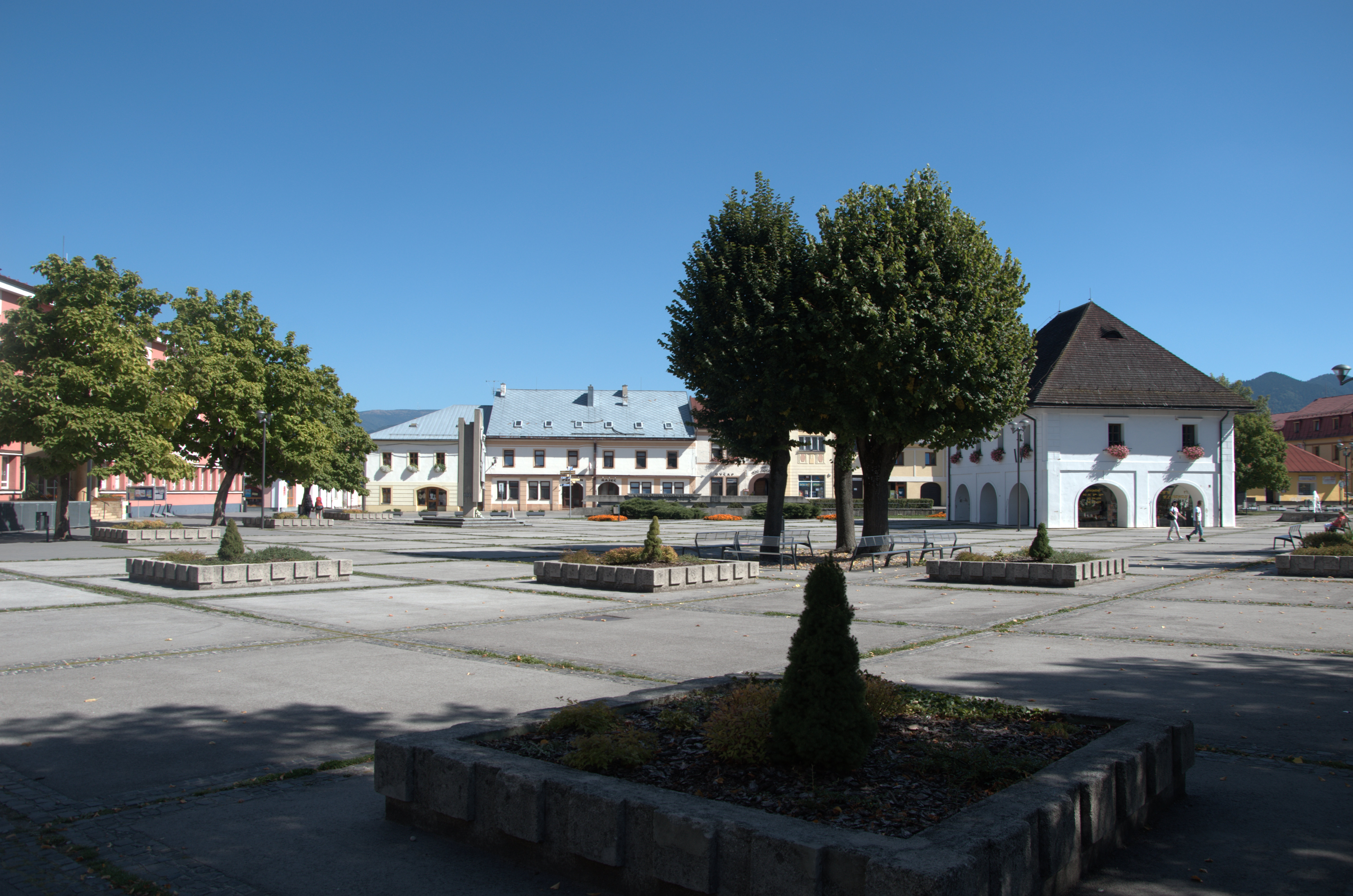
Центральная площадь города

## Население
| Год:                | 1994 | 2004    | 2014    | 2024    |
| ------------------- | ---- | ------- | ------- | ------- |
| Количество человек: | 6404 | 6074    | 5881    | 5703    |
| Разница:            |      | −5,15 % | −3,17 % | −3,02 % |

Согласно переписи 2001 года население города составляло 6,074 человека, из них 99 % — словаки, и 1 % — чехи. 93 % жителей — приверженцы Римско-католической церкви, 2 % — лютеране.

## Достопримечательности
- Костёл св. Ладислава
- Ратуша